# Albury Railway Station
Albury Railway Station är en järnvägsstation belägen i staden Albury i New South Wales i Australien. Järnvägsstationen betjänas av tågbolagen NSW Trainlink och V/Line och ligger på banan mellan huvudstäderna Sydney och Melbourne. Stationen ritades av John Whitton och öppnades den 3 februari 1881. Albury Railway Station är med på delstaten New South Wales kulturskyddsregister State Heritage Register.